# Буридан, Жан
Жан Бурида́н (фр. Jean Buridan, лат. Joannes Buridanus; ок. 1300, Бетюн — ок. 1358) — французский философ

, логик, представитель средневекового номинализма, католический богослов, натурфилософ, механик.
Учился в Сорбонне у Уильяма Оккама. С 1328 года преподавал там же. Был учителем Альберта Саксонского.

## Учение
Философские сочинения Буридана написаны в форме комментария к произведениям Аристотеля. Он принимает аристотелевское определение науки как знания, полученного на основании очевидных, необходимых и недоказуемых посылок, но проводит различие между посылками логически необходимыми и посылками, очевидность которых основывается на опытных утверждениях. Размышляя о том, как ему следует относиться к авторитету Аристотеля, Буридан пришёл к следующему выводу: «На доводы от авторитета не знаю как отвечать, иначе как отрицая авторитеты».
В области механики Буридану принадлежит развитие учения о импетусе (лат. impetus) — движущей способности, «запечатлеваемой» в брошенном теле:
Человек, бросающий камень, движет свою руку вместе с камнем, а при стрельбе из лука тетива некоторое время движется вместе со стрелой, толкая стрелу; и то же самое справедливо применительно к праще, разгоняющей камень, или применительно к машинам, метающим громадные камни. И покуда бросающий толкает брошенное тело, находясь в контакте с ним, движение является более медленным вначале, ибо тогда лишь внешний двигатель движет камень или стрелу; но при движении непрерывно приобретается импетус, который вместе с вышеуказанным внешнем двигателем движет камень или стрелу, в силу чего движение их становится всё более быстрым. Но после отрыва от бросающего тот уже не движет брошенное тело, но движет его лишь приобретённый импетус, и этот импетус, по причине сопротивления среды, непрерывно ослабляется, и поэтому движение становится всё более медленным
Проблему свободы воли Буридан считал неразрешимой логически.
Буридану приписывают и знаменитый парадокс о свободе выбора человека, с которым связано вошедшее в поговорку выражение «буриданов осёл», хотя в своих сочинениях он нигде не упоминал проблемы с ослом.

## Легенды
Личность Буридана окружена легендами, среди которых — связь с Жанной Наваррской, женой короля Франции Филиппа IV Красивого и основательницей Наваррского коллежа. Согласно балладе Франсуа Вийона, по приказу королевы Буридан был зашит в мешок и брошен в Сену. Легенда впервые зафиксирована у Вийона и записана почти через полтора века после смерти Буридана, причем ни про флирт, ни про связь, ни имени королевы у Вийона нет. Никаких подтверждающих фактов неизвестно. Тем не менее легенда легла в основу драмы Александра Дюма и Фредерика Гайярде «Нельская башня» (1832).
Вероятно, к легендам нужно отнести и сообщения об ударе башмаком по голове товарища по студенческим буйствам, который стал впоследствии папой Климентом VI.
Буридан также известен посещением горы Мон-Ванту.

## Сочинения
- Tractatus de consequentiis
- Sophismata
- Summulae de Dialectica
- Quaestiones super libris quattuor de caelo et mundo
- Questiones super octo librum Politicorum Aristotelis

Публикации сочинений
- Quaestiones super libris quattuor de caelo et mundo. — Camb. (Mass.), 1942.
- Klima, Gyula (tr.) John Buridan: 'Summulae de Dialectica'. Yale Library of Medieval Philosophy. New Haven, Conn./London: Yale University Press, 2001.